# Daniela Mercury (álbum)
Daniela Mercury (também conhecido como Swing da Cor) é o álbum de estreia da artista musical brasileira Daniela Mercury. O álbum, produzido pela própria cantora e por Wesley Rangel, foi lançado em setembro de 1991 pela gravadora independente Eldorado. Duas canções da obra, "Swing da Cor" e "Menino do Pelô", ambas gravadas com o Olodum, foram extraídas como singles e fizeram sucesso a nível nacional, levando o disco à vendagem de mais de 350 mil cópias.Como parte da divulgação do álbum, a cantora se apresentou na semana de lançamento na Feira da Bahia, no Parque de Exposições Agropecuárias de Salvador, em um show baseado no novo disco, seus sucessos da banda Companhia Clic.

## Faixas
| N.º            | Título                                  | Compositor(es)                | Duração |  |
| 1.             | "Swing da Cor" (Participação do Olodum) | Luciano Gomes                 | 3:38    |  |
| 2.             | "Ninguém Atura"                         | Roberto Mendes                | 3:23    |  |
| 3.             | "Milagres"                              | Herbert Vianna                | 3:17    |  |
| 4.             | "Todo Canto Alegre"                     | Carlinhos Brown               | 3:21    |  |
| 5.             | "Geléia Geral"                          | Gilberto Gil Torquato Neto    | 3:49    |  |
| 6.             | "Menino do Pelô"                        | Saul Barbosa Gerônimo         | 3:37    |  |
| 7.             | "Todo Reggae"                           | Rey Zulu Cabral               | 3:35    |  |
| 8.             | "Vida é"                                | Daniela Mercury Durval Lelys  | 3:21    |  |
| 9.             | "Tudo de Novo"                          | Daniela Mercury Marinho Assis | 3:38    |  |
| 10.            | "Doce Esperança"                        | Roberto Mendes J. Velloso     | 3:49    |  |
| 11.            | "Maravilhê"                             | Dito Régis                    | 2:48    |  |
| Duração total: | Duração total:                          | Duração total:                | 37:51   |  |

## Créditos
| - Daniela Mercury : vocais - Roberto Patiño, Vania Mercury : vocais (adicional) - Ramon Cruz: bateria, percussão, pratos, vocais - Júlio Moreno: violão, guitarra - Roberto Mendes: violão - Cesário Leony: baixo - Toni Augusto: guitarra - André Santana, Pedro Giorlandini, Luiz Assis: teclados - Neguinho Do Samba, Beto Resende, Olodum, Théo Oliveira: percussão - Rowney Scott: saxofone - Guimo: pratos - Ramiro Mussoto: pandeiro, berimbau, sampler, efeitos | - Produção: Daniela Mercury, Wesley Rangel - Produtor Executivo: Jorginho Sampaio - Mixagem: Wesley Rangel - Arranjos, programação: Ramiro Mussoto - Arranjo: Pedro Giorlandini, Neguinho Do Samba, Carlinhos Brown (idée) - Programação: André Santana, Luiz Assis - Programação (bateria): Ramon Cruz - Gravação: Valter Rodrigues - A&R: Robert Soares |

## Prêmios
| Ano  | Prêmio       | Categoria                            |
| ---- | ------------ | ------------------------------------ |
| 1991 | Prêmio Sharp | Melhor Revelação Feminina (Regional) |